# John Neville Keynes
John Neville Keynes (Salisbury, Regne Unit, 31 d'agost de 1852 - 15 de novembre de 1949) va ser un economista britànic, pare de John Maynard Keynes.
Nascut a Salisbury (Gran Bretanya), i va ser fill del Dr. John Keynes i Anna Maynard Neville. Va ser educat al Amersham Hall School, Universitat College de Londres i Pembroke College de Cambridge. Posteriorment, va treballar com a professor a aquest darrer centre. Va desenvolupar diverses teories en economia.
Les seues principals obres van ser:
- Studies and Exercises in Formal Logic (1884)
- The Scope and Method of Political Economy (1881)